# Tipula graphica
Tipula graphica är en tvåvingeart som beskrevs av Ignaz Rudolph Schiner 1868. Tipula graphica ingår i släktet Tipula och familjen storharkrankar. Inga underarter finns listade i Catalogue of Life.